# 1909.
◄ | 19. stoljeće | 20. stoljeće | 21. stoljeće | ►
◄ | 1870-ih | 1880-ih | 1890-ih | 1900-ih | 1910-ih | 1920-ih | 1930-ih | ►
◄◄ | ◄ | 1906. | 1907. | 1908. | 1909. | 1910. | 1911. | 1912. | ► | ►►
Arhitektura • Astronomija • Biologija • Film • Fotografija • Glazba • Kazalište • Kemija • Kiparstvo • Knjige • Književnost • Kršćanstvo • Meteorologija • Medicina • Planinarstvo • Politika • Pravo • Promet • Slikarstvo • Strip • Šport • Televizija • Znanost • Zrakoplovstvo • Željeznički promet

## Događaji
- 26. travnja – Jezična naredba austrijskog ministra Bienertha kojom je hrvatski jezik uveden u potpunosti kao službeni jezik u Dalmaciji.[1] 1883. godine bio je prihvaćen prijedlog na sjednici Dalmatinskog sabora, kojim je hrvatski postao službenim jezikom u Dalmatinskom saboru i Zemaljskom (pokrajinskom) odboru te kada je odlučeno i da se sa strankama mora obraćati hrv. jezikom i da u drž. službu nitko ne smije biti primljen ako ne poznaje hrvatski.[1] Zbog zatvaranja Sabora nije izglasovan prijedlog da hrvatski jezik bude službeni jezik u svim državnim uredima u Dalmaciji, pa je tek 1909. donesena je odluka da hrvatski jezik bude službeni jezik u sudstvu, upravi i školstvu Dalmacije, koja je stupila na snagu tek 1912. godine.[2]
- 8. listopada – U Zagrebu je osnovan Hrvatski športski savez[3]

## Rođenja

### Siječanj – ožujak
- 17. siječnja – Anka Jelačić, hrvatska operna pjevačica († 1968.)
- 18. siječnja – Oskar Davičo, srpski književnik († 1989.)
- 27. siječnja – Pavao Ivakić, hrvatski svećenik († 1945.)
- 28. siječnja – Colin Munro MacLeod, kanadsko-američki genetičar († 1972.)
- 15. veljače – Miep Gies, nizozemska humanitarka († 2010.)
- 19. ožujka – Josip Andreis, hrvatski muzikolog (* 1909.)
- 21. ožujka – Šime Vučetić, hrvatski književnik († 1987.)

### Travanj – lipanj
- 12. svibnja – Branko Marjanović, hrvatski filmski redatelj i montažer († 1996.)
- 15. svibnja – James Mason, britanski glumac († 1984.)
- 6. lipnja – Isaiah Berlin, rusko - britanski filozof († 1997.)
- 20. lipnja – Errol Flynn, američki glumac australskog porijekla († 1959.)
- 23. lipnja – Li Xiannian, kineski vođa († 1992.)
- 16. kolovoza – Truda Braun-Šaban, hrvatska umjetnica († 1948.)

### Srpanj – rujan
- 28. srpnja – Malcolm Lowry, britanski romanopisac († 1959.)
- 12. rujna – Ivica Belošević, hrvatski nogometaš († 1987.)

### Listopad – prosinac
- 17. listopada – Ana Roje, hrvatska balerina, pedagoginja i koreografkinja († 1991.)
- 4. studenoga – Ivo Grgurev, hrvatski pjesnik († 1992.)
- 17. studenoga – Ivica Gajer, hrvatski nogometaš i nogometni trener († 1982.)
- 26. studenoga – Eugène Ionesco, francuski dramatičar rumunjskog porijekla († 1994.)
- 27. prosinca – Ivan Mečar, hrvatski sindikalni radnik, sudionik Narodnooslobodilačke borbe i narodni heroj Jugoslavije († 1943.)

## Smrti

### Siječanj – ožujak
- 24. ožujka – John Millington Synge, irski književnik (* 1871.)

### Travanj – lipanj
- 18. svibnja – Isaac Albéniz, španjolski pijanist i skladatelj (* 1860.)

### Srpanj – rujan
- 19. rujna – Jožef Borovnjak slovenski pisac, politični vladar i rimokatolički svećenik u Mađarskoj (* 1826.)
- 29. rujna – Vladimir Vidrić, hrvatski književnik (* 1875.)

### Listopad – prosinac
- 11. prosinca – Ludwig Mond, englesko-njemački kemičar i industrijalac (* 1839.)
- 17. prosinca – Leopold II. Belgijski, belgijski kralj (* 1835.)

## Nobelova nagrada za 1909. godinu
- Fizika: Carl Ferdinand Braun i Guglielmo Marconi
- Kemija: Wilhelm Ostwald
- Fiziologija i medicina: Emil Theodor Kocher
- Književnost: Selma Lagerlöf
- Mir: Auguste Beernaert i Paul Henri Benjamin Balluet d'Estournelles de Constant

## Vanjske poveznice
|  | Zajednički poslužitelj ima još gradiva o temi 1909. |